# Martha Acevedo
Martha Acevedo (Ciudad de México, mayo de 1940 Ciudad de México - 20 de octubre de 2024) fue una investigadora, periodista, escritora y activista, impulsora de la construcción y fortalecimiento del movimiento feminista en México. Recibió en 2021 la Medalla Hermila Galindo por su defensa a los derechos humanos de las mujeres.

## Biografía
Inició sus estudios de Biología en la UNAM, mismos que dejó inconclusos al casarse y mudarse a Estados Unidos lugar en donde trabajó en el departamento de astrofísica del Instituto de Tecnología de California en Pasadena, donde descubrió una estrella supernova, logro que fue ignorado a pesar de la trascendencia para la ciencia.
En su estadía en Estados Unidos en los 60, presenció la protesta de Mujeres en San Francisco, esto la motivó a reflexionar sobre los roles de la mujer en la sociedad y despertó en ella su inquietud para establecer en la lucha feminista.
Precursora del movimiento feminista de la segunda ola en la Ciudad de México, en 1970 en conjunto con otras mujeres integra el movimiento de Mujeres en Acción Solidaria MAS, de la que fue líder.  El 9 de mayo de 1971, Martha Acevedo, Antonieta Zapiaín y Antonieta Rascón llegaron al Monumento a la Madre con pancartas, folletos, mantas y globos para repudiar el tradicionalista festejo del 10 de mayo. Este fue considerado el primer acto público del feminismo mexicano.
Otra de las protestas presentadas fue en el recinto legislativo Cámara de Diputados al llevar una propuesta para legislar la despenalización del aborto.
En 1976, Marta Acevedo ingresa a la Secretaría de Educación Pública dentro del programa de los Libros del Rincón para fomentar la lectura en niñas y niños. Participa también en el suplemento «¡Uno, Dos Tres por Mi!», publicado en el periódico La Jornada y que tiene como centro los Derechos Humanos de la infancia. Desde este campo buscó el empoderamiento de las niñas. Desde esta época ha contribuido con el movimiento feminista desde el ámbito periodístico, en donde reflexiona sobre la identidad de las mujeres, la maternidad y la opresión inherente a estos temas.
Fue colaboradora en la revista Debate Feminista durante 25 años.
Martha Acevedo muere el 20 de octubre de 2024 a los 84 años, a causa de una larga enfermedad que la aquejaba  

### Libros
En 1982 publicó su libro El diez de mayo' en donde se analizó el proceso histórico que las mujeres en México han vivido a través del reconocimiento del derecho de las mujeres a tomar decisiones sobre su sexualidad, además se adentra en las consecuencias de la maternidad como único destino, derivadas a las tareas del hogar y del cuidado. En esta publicación se aborda el mito de la maternidad en donde la sociedad dentro del imaginario colectivo consideran el trabajo doméstico y el trabajo de cuidados no como trabajos, sino “actos de amor”.
A partir de este libro Marta Acevedo establece la tesis en donde afirma que la iniciativa de dedicar un día de festejo a la madre mexicana provino del entonces director del periódico Excélsior, Rafael Alducin, en respuesta a la situación social que se suscitaba en el estado de Yucatán.
En 2022, la colección Vindictas de la UNAM reeditó su libro A 100 años del 10 de mayo sumando varios años de publicaciones del periódico Excélsior para enriquecer la nueva edición de su obra con imágenes de madres extasiadas ante una licuadora, madres alcanzando el clímax de la felicidad junto a un radio. Son entre otros, algunas de las novedades en esta edición.

### Aportaciones
Dentro de sus contribuciones se encuentra el poner en el centro de la agenda feminista el trabajo del hogar y el trabajo de cuidados. Su activismo e incidencia académica hablan acerca de en qué medida la carga del trabajo de cuidados o la forma en que se reparten los cuidados ha impactado la vida de las mujeres. Ese es el argumento de las feministas de la segunda ola que reclamaron que se viera a la maternidad como un trabajo se ha transformado en una agenda política que incorpora a todo tipo de personas.

### Reconocimientos
Recibió la Medalla Hermila Galindo de parte del Congreso de la Ciudad de México en 2021 por su lucha a favor de los derechos de las mujeres.